# Schweizer Italienisch

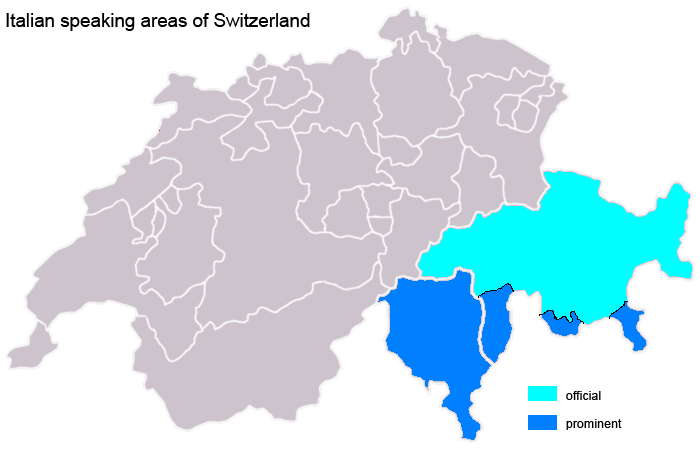
Karte der italienischsprachigen Gebiete der Schweiz: in den dunklen Gebieten ist Italienisch Amts- und Umgangssprache, in den hellen Gebieten (in Graubünden) ist es Amts-, jedoch nicht die Hauptsprache

Schweizer Italienisch ist die Bezeichnung für die Varietät der italienischen Sprache, die in der Schweiz vorherrscht.
Ungefähr 500'000 Schweizer sprechen Italienisch, was 6,5 % der Bevölkerung entspricht. Italienisch ist die Hauptsprache in allen Teilen des Kantons Tessin und in einem kleinen Teil des Kantons Graubünden; etwa 15 % der Bündner Bevölkerung spricht Italienisch. Zusammen bilden diese Gebiete die italienische Schweiz (oder Svizzera italiana).

## Amtlicher Status und Verbreitung
Italienisch ist die dritthäufigste Sprache der Schweiz und Amtssprache auf Bundesebene. Im Kanton Tessin und in den Südtälern des Kantons Graubünden dient Italienisch auf kommunaler und kantonaler Ebene als alleinige Amtssprache.
Die italienische Sprache ist auch eine der meistgesprochenen Sprachen der Deutschschweiz, als Idiom von italienischen Einwanderern und ihren Nachkommen sowie als Lingua franca zwischen ausländischen Arbeitern verschiedener Nationalität, darunter Spaniern oder Portugiesen. Durch ihre zahlenmässige Überlegenheit setzten italienische Gastarbeiter der 1950er und 1960er Jahre ihre Sprachen in Fabriken und auf Baustellen gegenüber den anderen Gastarbeitern in der Schweiz durch. Dies war in erster Linie bei spanischen Einwanderern der Fall, welche das Italienische leicht erlernten, auch wenn dies mit teils unvermeidlichen Vereinfachungen einherging. Später benutzten auch andere Sprachgruppen die italienische Sprache (beispielsweise Arbeiter aus Griechenland oder Jugoslawien, was durch die Tatsache gefördert wurde, dass Italienischkenntnisse bei Deutsch- oder Westschweizern stärker verbreitet sind als in Deutschland oder Frankreich). Mit dem Nachlassen des Zuzugs italienischer Gastarbeiter ab den 1970er Jahren ging der Status des Italienischen als Lingua franca allmählich zurück.
Als dritte Landessprache der Schweiz bleibt Italienisch von nennenswerter Bedeutung. In allen Sprachgebieten ist es möglich, Radio- und Fernsehprogramme in den verschiedenen Landessprachen zu empfangen. Produkte des täglichen Gebrauchs sind landesweit gleichermassen auf Italienisch wie auf Deutsch oder Französisch beschriftet. Dasselbe trifft auch auf Medikamentenbeipackzettel zu.
Das Schweizer Italienisch unterscheidet sich teilweise von jenem, welches in Italien gebräuchlich ist. So wie es in Italien regionale Einflüsse auf die Standardsprache gibt, so gibt es sie auch in der italienischen Schweiz. In jüngerer Zeit sind einige Helvetismen in Wörterbücher der italienischen Sprache aufgenommen worden. Der wichtigste Unterschied liegt im Einfluss der anderen Landessprachen, auch wenn diese Faktoren nicht ausreichen, um alle Besonderheiten des Schweizer Italienischen zu erklären.

## Einflüsse auf die Standardsprache der italienischen Schweiz

### Einfluss der anderen Landesprachen
Das Tessin gehört seit dem 15. Jahrhundert zum eidgenössischen Territorium und bildet seit 1803 einen eigenen Kanton. Deshalb haben die deutsche und die französische Sprache sich auf die dortige Lokalsprache ausgewirkt. Dies ist beispielsweise beim Wort medicamento der Fall, das auch in Italien bekannt war, bevor es nicht mehr verwendet und durch medicina oder medicinale ersetzt wurde. In der italienischen Schweiz hingegen konnte sich der Begriff wegen ähnlicher Bezeichnungen in anderen Sprachen behaupten.
Folgende Lehnwörter stammen aus dem Deutschen oder Französischen:
| Italienisches Italienisch                    | Schweizer Italienisch   | Korrespondierendes Wort in Deutsch oder Französisch                                                     |
| offerta speciale                             | azione                  | Aktion bzw. action, promo (Sonderangebot)                                                               |
| prenotare, prenotazione                      | riservare, riservazione | reservieren, Reservation bzw. réserver, réservation (vom Französischen ebenfalls ins Deutsche entlehnt) |
| ordinare                                     | comandare               | commander                                                                                               |
| istruttore                                   | monitore                | Monitor, moniteur                                                                                       |
| tapparelle                                   | rolladen                | Rollladen, volet roulant                                                                                |
| cornetto, brioche                            | chifer                  | Gipfeli, croissant, brioche                                                                             |
| guardrail, guardavia, sicurvia, guardastrada | guidovia                | Leitplanke, glissière de sécurité, auch: guiderail                                                      |

Im Falle von Azione wurde nicht etwa das Wort entlehnt, sondern die Bedeutung "Sonderangebot", die in Italien fehlt.
Auch in der Verwaltungs- und Gesetzessprache finden sich etliche Übernahmen aus der Deutsch- und Westschweiz:
- Das politische System der Schweiz hat zu Bezeichnungen geführt, die in Italien unbekannt sind: beispielsweise der Consiglio degli Stati (Ständerat), die Kammer des eidgenössischen Parlaments, in welcher Politiker als Vertreter der Kantone tagen. Der Gran Consiglio ist wie in manchen Kantonen nördlich des Gotthards und westlich des Nufenen das Kantonsparlament (Grosser Rat), und der Consiglio di Stato ist wie auch in der französischsprachigen Westschweiz die Kantonsregierung (Staatsrat).
- Weil die Autobusse in der Schweiz zu einem grossen Teil von der Post betrieben werden, hat sich im schweizerischen Italienisch autopostale als Bezeichnung für Postauto eingebürgert.
- Was in Italien codice di avviamento postale genannt wird, heisst in der Schweiz nach dem Beispiel der anderen Landessprachen numero postale di avviamento (NPA; auf Deutsch Postleitzahl).

### Dialektaler Einfluss
Wie auch in Italien üblich, machen sich dialektale Formen oft in der gesprochenen Standardsprache bemerkbar. Unter dem Einfluss der galloitalischen Dialekte ist in Norditalien die post-verbale Negation anzutreffen, was die grammatische Form des Gesagten im Italienischen beeinflussen kann (so fehlt häufig non wie bei questo è mica vero ‚dies ist doch nicht wahr‘).
Es handelt sich dabei um ein Phänomen, das ausschliesslich in der informellen Interaktion vorkommt. Ähnliche Vereinfachungen wären in Mittel- oder Süditalien unwahrscheinlich (z. B. non l’ho bisogno anstatt non ne ho bisogno ‚ich hab’s nicht nötig‘).
Die Einflüsse der Mundart können vereinzelt zu Missverständnissen führen: Das Wort cocomero bezeichnet normalerweise in Italien eine Wassermelone, während die Tessiner damit meistens eine Gurke meinen. Ähnliche Phänomene kommen in norditalienischen Mundarten ebenfalls in Frage, wenn auch weniger häufig. Die Begriffe können selbst von gebildeten Schweizern italienischer Sprache als Fehler empfunden werden, zumal sich die regionalen Begriffe häufig neben den Varianten behauptet haben, die in Italien verwendet werden.

## Tessiner Dialekte

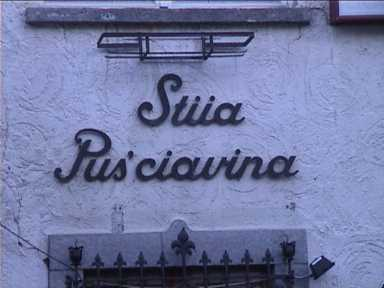
Dialektinschrift auf einem Restaurantschild in Poschiavo

Die Tessiner Dialekte der italienischen Sprache gehören der lombardischen Dialektfamilie an. Lombardisch wird am ehesten in ländlichen Gegenden des Tessins und der Bündner Südtäler und von älteren Menschen gesprochen, was auch auf die Lombardei zutrifft. Im Unterschied zur Lombardei ist in der Südschweiz jedoch heute nicht mehr wie noch bis in die Mitte des 20. Jahrhunderts ein soziales Stigma mit dem Dialektgebrauch verbunden.
Die Tessiner koiné (italienisch koinè ticinese) ist jene lombardische Koiné, welche von den Sprechern der lokalen Dialekte (besonders jenen von der Koiné selbst abweichenden, z. B. dem Leventiner Dialekt) verwendet wird, wenn sie mit Personen aus anderen Gegenden des Kantons sprechen.
Der Tessiner Dialekt hat viele Begriffe aus den deutschen, französischen und rätoromanischen Sprache der Schweiz aufgenommen. Für die meisten Italienischsprachigen ist der Tessiner Dialekt schwer verständlich. Ein auffallender Unterschied zum Standarditalienischen sind – ähnlich wie im Rätoromanischen und im Französischen – die Palatalisierung von Vokalen und in der Folge die häufige Verwendung von Umlauten im geschriebenen Dialekt.
Beispiele der Tessiner Mundart:

| Deutsch                               | Tessinerisch            | Italienisch               |
| ------------------------------------- | ----------------------- | ------------------------- |
| guten Tag!                            | bon dì!                 | buongiorno!               |
| sein (Verb)                           | vess                    | essere                    |
| Stuhl                                 | cadrega                 | sedia                     |
| Bleistift                             | lapis                   | matita                    |
| Mobiltelefon                          | natel                   | telefonino                |
| Kino                                  | kino (deutsch)          | cinema                    |
| bevor                                 | evant                   | prima                     |
| Erdbeere                              | magiosc’tra             | fragola                   |
| Ei                                    | öf                      | uovo                      |
| Brille                                | ogiaa                   | occhiali                  |
| Kastanie                              | casc’tegna              | castagna                  |
| halt!                                 | fermat!                 | ferma! fermati!           |
| heute                                 | inchöö                  | oggi                      |
| Honig                                 | mel                     | miele                     |
| Kölnischwasser                        | aqua d’uduur/ ul profum | acqua di Colonia/ profumo |
| St. Galler                            | sanglés                 | sangallese                |
| Fenchel                               | finöcc/ frös            | finocchio                 |
| Gartenkürbis, scherzhaft auch Zürcher | Zü'cchin'               | zucchino, Zurichese       |

Ausdrücke und Sprichwörter

| Deutsch                    | Tessinerisch                                                              | Italienisch                |
| -------------------------- | ------------------------------------------------------------------------- | -------------------------- |
| Würste schlechter Qualität | lüganich da scépa                                                         | salsicce di infima qualità |
| Naiv sein                  | beev l’acua dal cudee                                                     | credere a tutto ed a tutti |
| Aus nichts wird nichts     | chi gha al goss al gha quaicoss, se l gha nagoott al gha al goss da carez | con niente si fa nulla     |